# Exoprosopini
Tribu
Synonymes
- Exoprosopinae Becker, 1913

Les Exoprosopini sont une tribu d'insectes diptères de la sous-famille des Anthracinae (famille des Bombyliidae).

## Classification
En 1913, l'entomologiste allemand Theodor Becker (1840-1928) crée une sous-famille des Bombyliidae qu'il nomme Exoprosopinae et qui se base sur le genre type Exoprosopa,.
En 1999, Neal Evenhuis et David Greathead (d) rétrogradent cette sous-famille en tribu, sous le taxon Exoprosopini, tribu qu'ils rattachent à la sous-famille des Anthracinae, mais toujours dans la famille des Bombyliidae,.

## Présentation

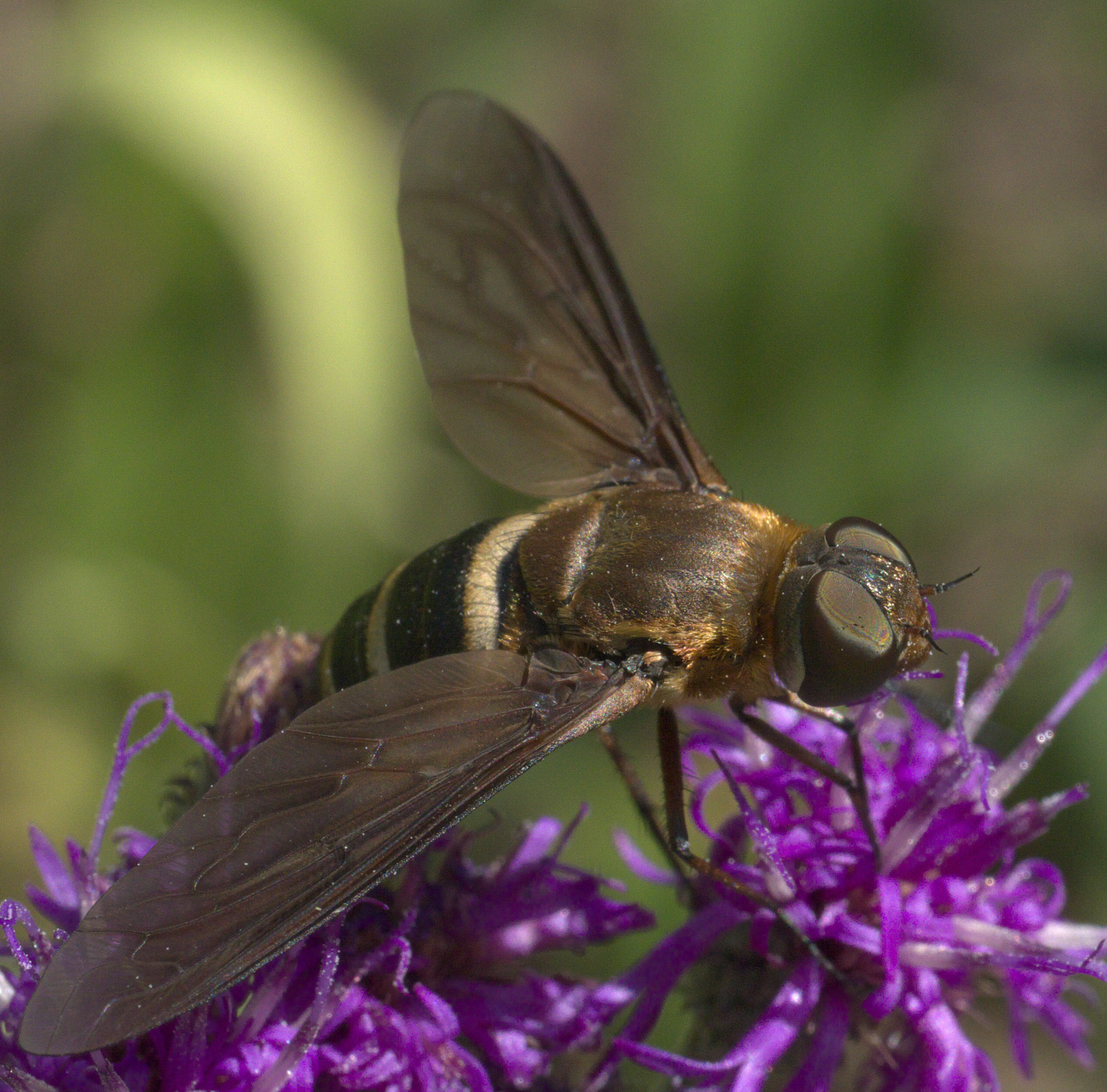
Exoprosopa fasciata.

Il y a vingt-deux genres et environ 760 espèces décrites dans la tribu des Exoprosopini,,,

## Liste des genres
Selon BioLib en 2023, le nombre de genres dans la tribu des Exoprosopini est de vingt-deux :
- Atrichochira Hesse, 1956
- Balaana Lambkin & Yeates, 2003
- Collosoptera Hull, 1973
- Defilippia Lioy, 1864
- Diatropomma Bowden, 1962
- Euligyra Lambkin, 2003
- Exoprosopa Macquart, 1840
- Heteralonia Rondani, 1863
- Hyperalonia Rondani, 1864
- Kapu Lambkin & Yeates, 2006
- Larrpana Lambkin & Yeates, 2003
- Ligyra Newman, 1841
- Litorhina Bowden, 1975
- Micomitra Bowden, 1964
- Munjua Lambkin & Yeates, 2003
- Muwarna Lambkin & Yeates, 2003
- Ngalki Lambkin, 2011
- Nyia Márquez-Acero et al., 2020
- Palirika Lambkin & Yeates, 2003
- Pseudopenthes Roberts, 1928
- Pterobates Bezzi, 1924
- Wurda Lambkin & Yeates, 2003

## Espèces fossiles
Selon Paleobiology Database en 2023, deux collections de fossiles du Chattien et de l'espèce Exoprosopa romani sont référencées venant toutes les deux d'Aix-en-Provence, décrites par Nicolas Théobald et Fernand Meunier.

### Publication originale
- (la) Theodor Becker, « Genera Bombyliidarum », Ezhegodnik Zoologicheskago Muzeya, vol. 17,‎ 1913, p. 421-502.